# Peep show

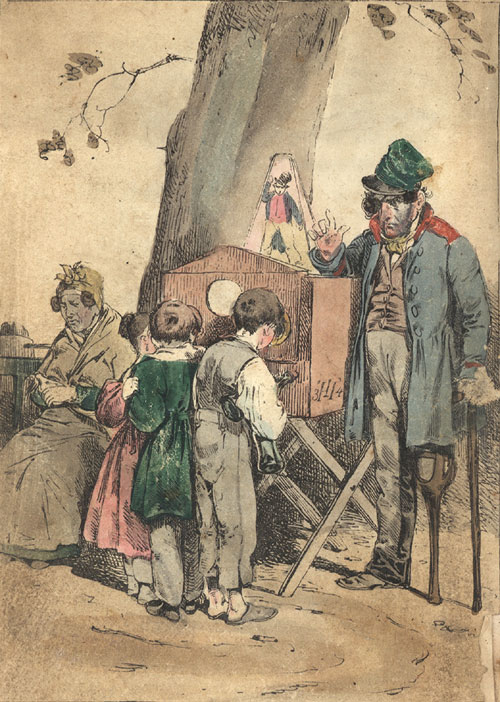
Um menino olhando para um dispositivo de peep show.

Peep show ou peepshow (caixas de perspectiva ou shows de raridade) é uma forma de entretenimento que consiste na exibição de fotografias, objetos ou pessoas, visualizadas através de um pequeno furo ou lupa em uma caixa. A estrutura do dispositivo é baseada em uma caixa que contém uma pintura ou fotografia em seu interior, iluminação por meio de velas, lâmpadas ou luz natural e o furo no qual o espectador vê a obra. A disposição da caixa permite diferentes perspectivas desde simples exibição de imagens em 2D até ilusões ópticas com profundidade. A origem das caixas de peep show possui relação aos experimentos renascentistas com perspectiva no século XVII e ganha notoriedade em meados do século XVIII na Europa devido ao despertar da curiosidade que tais artefatos geravam no público. Inicialmente as perspectivas apenas possuíam em seus interiores imagens da representação histórica e de cenários daquele período. O peep show influenciou na criação de outros dispositivos como o estereoscópio e a lanterna mágica. 

## História

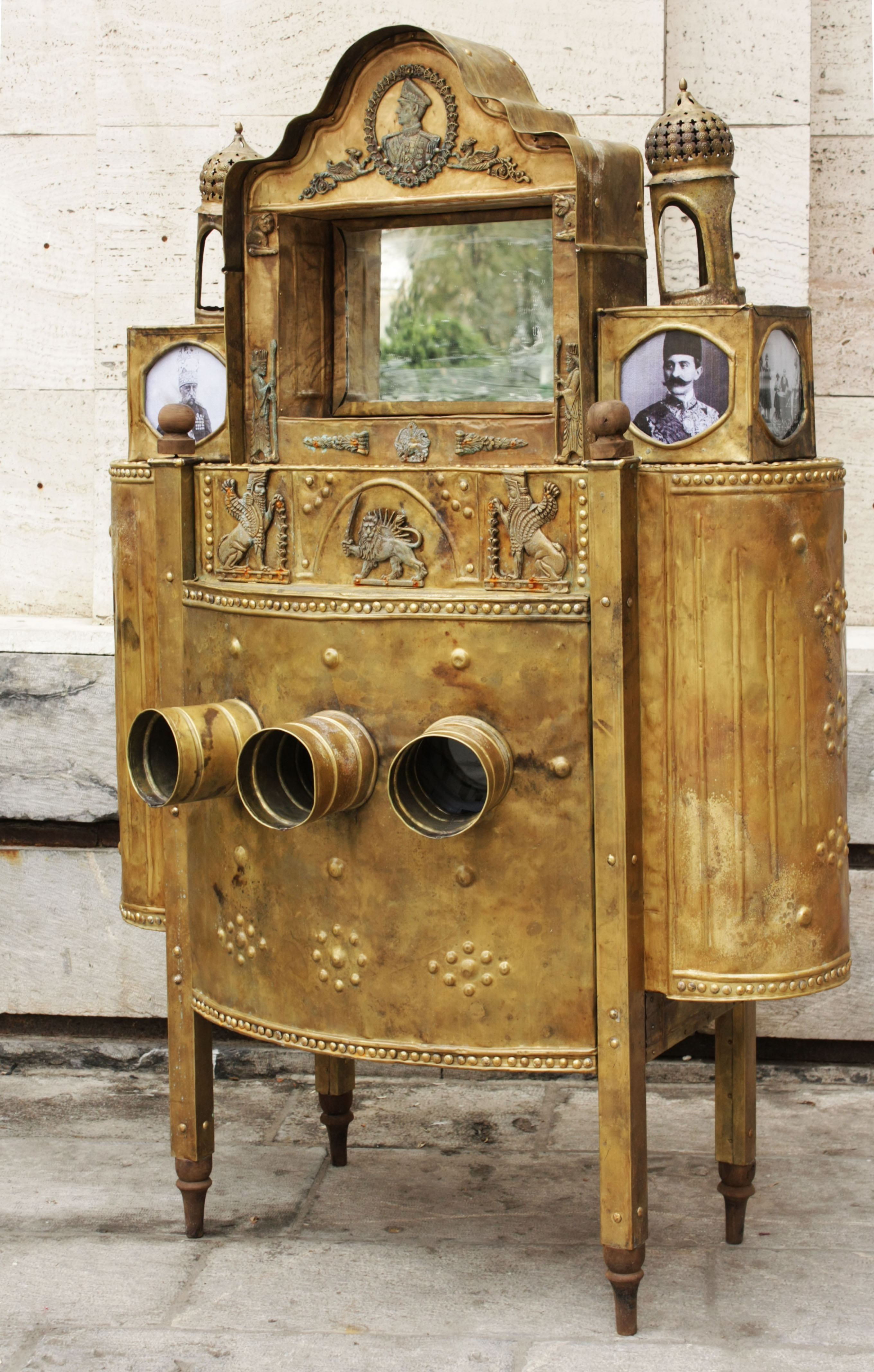
Peep Show Box

Peep shows, também conhecido como peep box ("caixa de surpresas") ou raree show ("espetáculo raro") remontam a tempos antigos (século XV na Europa, por Leon Battista Alberti) e são conhecidos em várias culturas. Inicialmente, os espetáculos eram realizados dentro de caixas ópticas que apresentavam imagens, objetos ou marionetes em movimento narrados pelo artista ou, como era conhecido, o contador. O artista difundia essa prática em diversas cidades, por meio das carroças que transportavam as caixas, ou, até mesmo, carregadas sobre suas costas. O contador desempenhava importante papel na apresentação de histórias transformando em narrativas as imagens e objetos presentes dentro de sua caixa. Era feita uma recitação dramatizada, explicando o que estava acontecendo em seu interior, assim, estimulando a imaginação dos expectadores.
Ao fim do século XVIII e início do século XIX as caixas de perspectiva também conhecidas como peep box ("caixa de surpresas") ou raree show ("espetáculo raro") começam a chegar às Américas e a produção de imagens e vistas em perspectivas que poderiam ser utilizadas nas caixas aumenta em grande escala. A caixa possuía como características sua altura que era maior que sua profundidade e a combinação de uma lente frontal com um espelho posicionado a 45 graus que orientava o olhar do observador para baixo onde estavam as imagens. Em algumas caixas as imagens eram iluminadas pela luz natural reforçadas por espelhos que refletiam a luz em seu interior, já outras não eram iluminadas por luz natural e sim por meio de uma vela inserida em seu interior.
O desenvolvimento das caixas de perspectiva não se limita apenas ao Ocidente. Nos séculos XVII e XVIII, esse tipo de entretenimento tornou-se conhecido, também, no Japão e na China. A partir da chegada desse instrumento (conhecido lá como Machines Hollandaises) levados pelos europeus, sobretudo por holandeses, criaram suas próprias noções de perspectivas que prontamente foram aplicadas em outros aspectos de suas culturas. 
No século XIX os chineses chamavam esses dispositivos de várias formas, o qual se destacava o termo la yang p'ien ("dispositivos acionados por manivelas"). Às vezes, o showman atraía a atenção da multidão com fantoches ou imagens fora da caixa para depois cobrar as pessoas para olhar através dos orifícios. Na Síria otomana a chamavam de sanduk al-ajayib ("a caixa maravilhosa") que narrava histórias relacionadas com a religião e suas crenças.

## Representantes

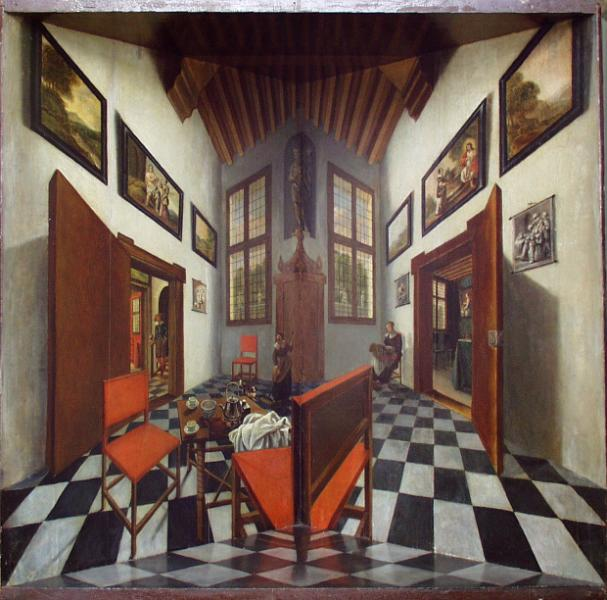
Perspective box por Pieter Janssens Elinga

Leon Battista Alberti – Acredita-se que por volta de 1437, Leon Battista Alberti — um humanista, artista, arquiteto, poeta, padre, linguista, filósofo e criptógrafo italiano — tenha criado as primeiras caixas de peep show, com pinturas que eram vistas através de um pequeno buraco, tendo dois tipos: cenas noturnas com a Lua e as estrelas e cenas do dia. Supõe-se que essas imagens eram transparentes e iluminadas por trás, possivelmente mudando do dia para a noite, com a alteração da iluminação. Também é sugerido que possa ter sido um antecessor da lanterna mágica, que poderia projetar imagens. 
Samuel Dirksz Van Hoogstraten – O pintor holandês, Samuel Dirksz van Hoogstraten, viveu durante o Século de Ouro Holandês e desenvolveu sua arte empregando muito de suas habilidades com perspectiva, para construir peep shows ou "caixas de perspectiva". Seu exemplo mais famoso e notório é a peça "Um peep show com Vistas do Interior de uma Casa Holandesa", onde vistas 3D do interior de uma casa holandesa são enxergadas através de buracos em cada extremidade da caixa. 
Pieter Janssens Elinga – Também pintor durante o Século Dourado Holandês, Pieter Janssens Elinga é principalmente conhecido hoje por sua caixa de perspectiva, uma das apenas 6 conhecidas por ainda estarem intactas. A imagem dentro da caixa representa o cômodo de uma casa com piso quadriculado/geométrico em preto e branco, marca conhecida de seu trabalho.

## Showspornográficos

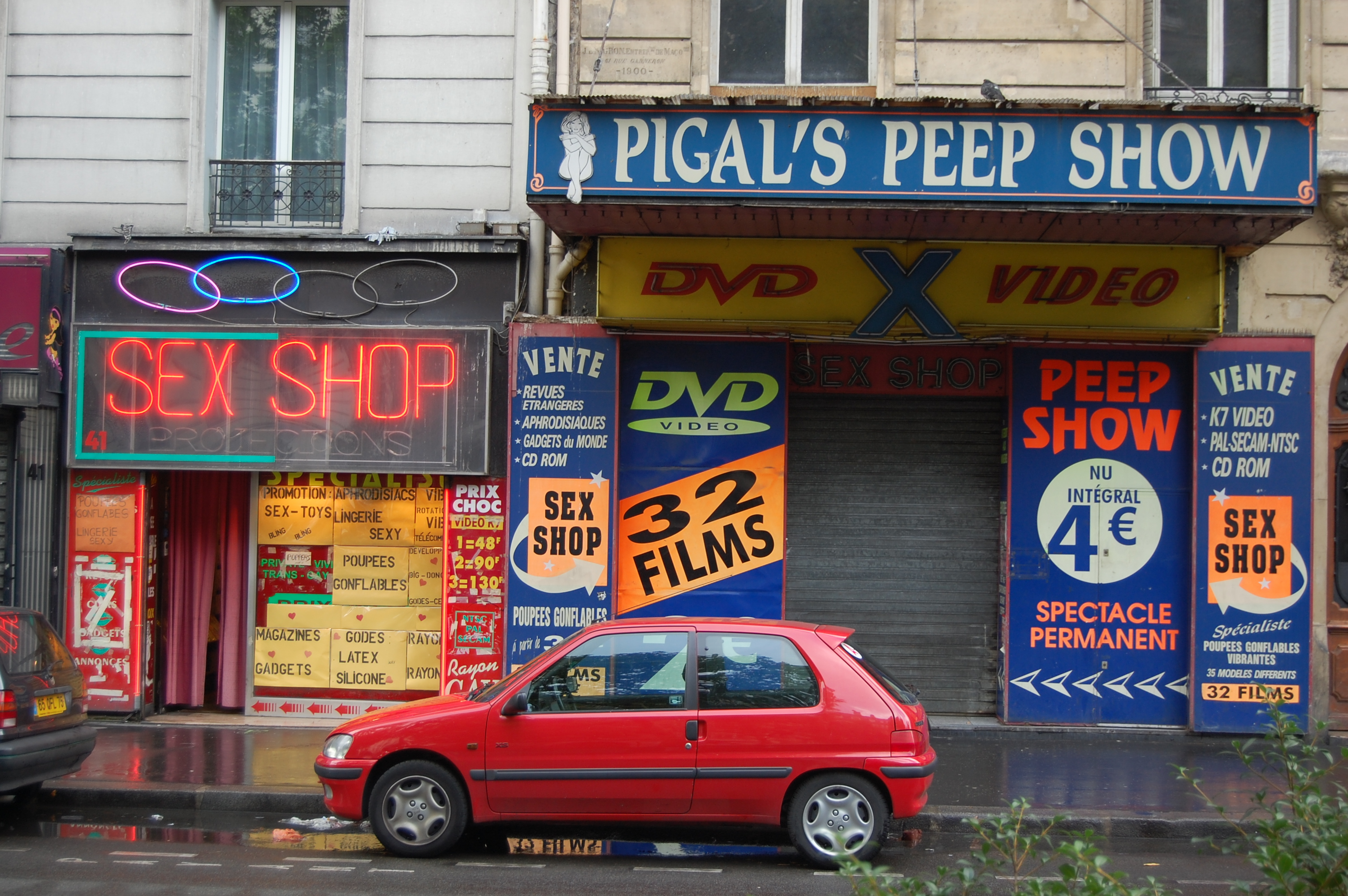
Peep Show House

Peep shows têm sido utilizados para apresentações de imagens eróticas e pornográficas, desde antes da virada do século XX.        
Em seu uso contemporâneo, um peep show é uma apresentação por partes de filmes pornográficos ou um show de sexo ao vivo, que é visto através de um slot de visualização, que se fecha após um curto período de tempo.         